# Schlacht am Fisher’s Hill
Guard Hill – Summit Point – Smithfield Crossing – Berryville – Winchester III – Fisher's Hill – Tom's Brook – Cedar Creek
Die Schlacht am Fisher's Hill war eine Schlacht des Amerikanischen Bürgerkrieges auf dem östlichen Kriegsschauplatz. Sie fand am 21. und 22. September 1864 im Tal der North Fork des Shenandoahs zwischen dem Little North Mountain und dem Massanutten Mountain entlang des in West-Ost-Richtung verlaufenden Hügels Fisher's Hill statt. Die Schlacht war entscheidend für den Ausgang von Sheridans Feldzug im Shenandoahtal.

## Ausgangslage
Nach der Niederlage am Opequon südlich Winchester – Dritte Schlacht bei Winchester am 19. September – wich die Shenandoah-Armee unter dem Kommando Generalleutnant Jubal Anderson Earlys nach Süden aus und bezog Stellungen zwischen dem Massanutten Mountain und dem Little North Mountain. In Feindrichtung verlief vor den Stellungen der Tumbling Run. Den linken Teil der Stellungen zum Little North Mountain besetzte eine schwache Kavalleriebrigade, im Anschluss nach Osten schlossen sich die Divisionen Ramseurs, Pegrams, Gordons und Whartons an. Die starke Sicherungslinie befand sich auf den den Stellungen vorgelagerten Hügeln. Mit der Artillerie beherrschten die Südstaatler alle Annäherungswege südlich der Middle Road (heutige Interstate 81).
Die Truppen Sheridans folgten nach dem Erfolg bei Winchester den Südstaatlern und erreichten am 20. September Strasburg, Virginia. Von links nach rechts standen den Konföderierten das XIX. Korps unter dem Kommando Generalmajor Emorys und das VI. Korps unter Generalmajor Wright gegenüber, das VIII. Korps Generalmajor Crooks blieb zunächst in Reserve. Auch Sheridans Truppen gruben sich ein. Die Back Road entlang des Little North Mountains überwachte eine Kavalleriedivision.

## Kämpfe am 21. September
Nach heftigen Geplänkeln mit den in der Sicherungslinie eingegrabenen Konföderierten griff das VI. Korps die Sicherungslinie an und brach nach zwei gescheiterten Angriffen in die Stellungen ein. Die Unionssoldaten hatten nun Blick- und Schussfeld mit Musketen und Artillerie auf die Stellungen der Konföderierten am Tumbling Run. In der Nacht brachte Sheridan weitere Divisionen in die Ausgangsstellung des für den nächsten Tag geplanten Angriffs.

## Kämpfe am 22. September
Gegen Mittag hatten alle Divisionen Sheridans die Ausgangsstellungen gegen heftigen Widerstand der Konföderierten genommen. Am Morgen hatte das VIII. Korps Crooks den Fuß des Little North Mountains erreicht und ging entlang des bewaldeten Berges unbemerkt von den Konföderierten nach Südwesten vor.
Gegen 14:00 Uhr befahl Sheridan Crook, die Konföderierten in der Flanke anzugreifen. Die Hälfte des Korps befand sich in der tiefen Flanke der Konföderierten und hatte nur selten Feuer von den überraschten Wachen der Südstaatler erhalten. Um 16:00 Uhr drehten die Divisionen Crooks nach links ein und stürmten den Little North Mountain herab. Schnell war jegliche Ordnung im Angriff verloren. Einige Südstaatler hielten der Übermacht zunächst stand, als jedoch bekannt wurde, sie seien umgangen worden, gaben viele ihre Stellungen auf. Ein Gegenangriff scheiterte, weil er an den Unionssoldaten vorbeiführte.
Gleichzeitig mit Crooks Korps befahl Sheridan auch den anderen Korps anzugreifen. Von der Flanke aufgerollt und frontal angegriffen, flüchteten die Südstaatler und ließen Ausrüstung und 14 Geschütze zurück. Es gelang Early im allgemeinen Durcheinander jedoch, eine Nachhut aus Infanterie und Artillerie zu bilden, die den inzwischen völlig unkoordinierten Angriff der Nordstaatler aufhalten konnte.
Abseits der Schlacht hatte die Unionskavallerie den Auftrag erhalten, östlich des Massanutten Mountains durch das Luray-Tal vorzugehen und die rückwärtigen Verbindungen Earlys zu unterbrechen. Diese Absicht wurde von Südstaatenkavallerie bei Overall, Virginia unterbunden.

## Auswirkungen
Earlys Divisionen wichen bis Waynesboro, 60 Meilen südlich, aus und überließen das Shenandoah-Tal der Union. Die sofortige Verfolgung der ausweichenden Südstaatler unterblieb, da die Unionsverbände völlig durcheinandergeraten waren. Das Shenandoah-Tal war bis Staunton, Virginia in der Hand der Union. Als Sheridan im Oktober nach Nordosten durch das Tal ausweichen musste, wandte er die Taktik der verbrannten Erde an.